# شورش یعقوب و شمعون
شورش یعقوب و سیمون (انگلیسی: Jacob and Simon uprising) شورشی بود که در یهودیه (استان روم) توسط برادران سیمون و یعقوب در سال‌های ۴۶–۴۸ پس از میلاد برپا شد. این شورش که در جلیل متمرکز بود به عنوان یک شورش پراکنده آغاز شد و هنگامی که در سال ۴۸ میلادی به اوج رسید به سرعت توسط مقامات رومی سرکوب شد و هر دو برادر اعدام شدند.

## پیش زمینه
کالیگولا (۳۷–۴۱) به عنوان «اولین گسست بازبین روم باستان و تاریخ یهودیان در امپراتوری روم پیشنهاد شده‌است، حتی اگر مشکلات قبلی در طول سرشماری کوئیرینیوس در ۶ و مشکل کمتر در زمان سیجانوس (پیش از ۳۱) در نظر گرفته نشود.
یوسف فلاوی' عتیقه‌های یهودی بیان می‌کند که در این زمان سه فرقه اصلی یهودی وجود داشت، فریسیان، صدوقیان و اسنی‌ها. زیلوت‌ها که یک «فرقه چهارم» بودند که توسط یهودای جلیلی در سال ششم علیه سرشماری کوئیرینیوس تأسیس شد، اندکی پس از آن که امپراتوری روم چهارسالاری هرودی را از استان‌های روم اعلام کرد و اینکه آنها «در همه چیزها با عقاید فریسیانی موافقند؛ اما دلبستگی خدشه ناپذیری به آزادی دارند و می‌گویند که خدا تنها حاکم و پروردگار آنهاست. (۱۸٫۱٫۶)
با توجه به مقاله دانشنامه یهودی در مورد [زیلوت‌ها]] :
 یهودای جلیلی را بنیان‌گذار زیلوت‌ها می‌دانند که به عنوان طرفداران «فلسفه چهارم» معرفی می‌شوند. با این حال، در منابع اصلی، چنین شناسایی در هیچ‌کجا به وضوح بیان نشده‌است، در مورد رابطه و تفاوت بین سیکاری (فرقه ای از زیلوت‌ها)، حامیان فلسفه چهارم، و زیلوت‌ها، خود ژوزفوس در بررسی کلی خود از گروه‌های مختلف مبارزان آزادی (جنگ ۷:۲۶۸–۷۰) ابتدا سیکاری‌ها را برمی‌شمارد، در حالی که در آخر از زیلوت‌ها نام می‌برد.
دیگران همچنین استدلال کرده‌اند که این گروه آنقدر که برخی تصور می‌کردند (قبل از جنگ اول ۶۶–۷۰/۳) به وضوح مشخص نشده بود.
اطلاعات در مورد شورشی که در جلیل، که در آن زمان بخشی از استان یهودیه روم بود، شروع شد، محدود است. اما منابع نشان می‌دهند که این شورش به انگیزه احساسات ضد رومی و توسط زیلوت‌ها (متعصبان) هدایت می‌شد. شورش، که در جلیل متمرکز بود، به عنوان شورش پراکنده آغاز شد و سپس در سال ۴۸ پس از میلاد به اوج خود رسید.
دو تن از پسران یهودای جلیلی، یعقوب و شمعون، در شورش شرکت کردند و توسط تیبریوس اسکندریه که سرپرست ایالت یوده از سال ۴۶ تا ۴۸ اعدام شدند.

## پیامد
۱۸ سال پس از وقایع شورش در جلیل، کل استان یهودیه علیه روم قیام کردند، که به شورش بزرگ یهودیه یا اولین جنگ یهودی-رومی معروف شد